# دون بي. كولتون
دون بي. كولتون هو محامي وسياسي أمريكي، ولد في 15 سبتمبر 1876 في مونا في الولايات المتحدة، وتوفي في 1 أغسطس 1952 في مدينة سولت ليك في الولايات المتحدة. نشط حزبياً في الحزب الجمهوري. وقد انتخب عضو مجلس نواب ولاية يوتا ‏ وانتخب عضو مجلس النواب الأمريكي ‏.